# فاديم ستاركوف
فاديم ستاركوف (بالروسية: Вадим Петрович Старков)‏ هو لاعب كرة قدم روسي في مركز الدفاع، ولد في 20 أبريل 1979 في بسكوف في روسيا. لعب مع نادي خيمكي.